# Wladimir Wladimirowitsch Wdowitschenkow

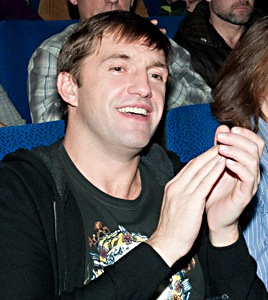
Wladimir Wdowitschenkow (November 2010)

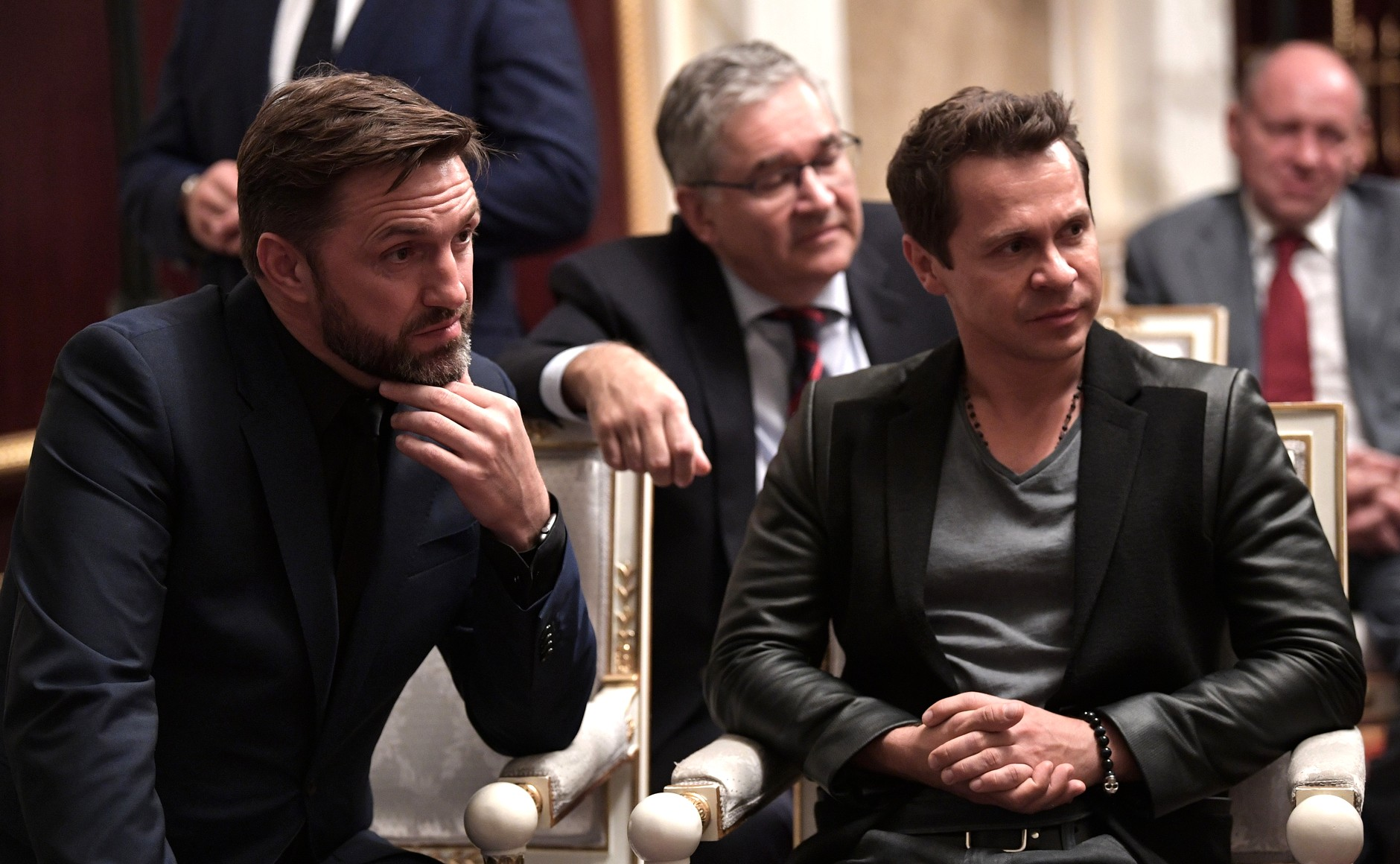
Wladimir Wdowitschenkow (links) mit Pawel Derewjanko (2017)

Wladimir Wladimirowitsch Wdowitschenkow (russisch Владимир Владимирович Вдовиченков; * 13. August 1971 in Gussew, Oblast Kaliningrad) ist ein russischer Filmschauspieler. 2012 erhielt er die Auszeichnung „Verdienter Künstler der Russischen Föderation“.

## Leben
Wladimir Wdowitschenkows Vater Wladimir Wdowitschenkow (1943–1993) war Mechaniker und seine Mutter Swetlana Wiktorowna Wdowitschenkowa, geborene Leonowa, war Ingenieurin. Er hat eine ältere Schwester namens Irina und einen jüngeren Bruder namens Konstantin (* 1983), der heute als Medienunternehmer tätig ist.
Nach Abschluss der mittleren Schule im Jahr 1988 ging er an die 42ste Marineschule in Kronstadt, wo er seine Ausbildung 1989 erfolgreich beendete. Er leistete vier Jahre Dienst bei der Nordflotte und der Baltischen Flotte. Wdowitschenkow kehrte dann nach Gussew zurück und versuchte sich in zahlreichen Berufen, so als Heizer in einer Sauna, als Fahrzeugmechaniker und als Kellner. Doch nichts von dem schien ihm das Richtige zu sein. Mit 25 Jahren fasste er den Entschluss, Schauspieler zu werden und fuhr nach Moskau, um sich am Gerassimow-Institut für Kinematographie zu bewerben. Nach den ersten schauspielerischen Erfahrungen wurden einige Vertreter der Filmindustrie auf ihn aufmerksam, und er bekam kleine Nebenrollen in Filmen wie  „Der Präsident und seine Enkelin“ oder „Die Grenze“. Weitläufige Bekanntheit errang Wdowitschenkow mit der Serie „Brigada“, die sich im In- und umliegenden Ausland großer Beliebtheit erfreute.
Wladimir Wdowitschenkow ist seit 2015 in vierter Ehe mit seiner Schauspielkollegin Jelena Igorewna Ljadowa (* 1980) verheiratet. Aus seiner nichtehelichen Beziehung mit Olga Filippowa (* 1977) hat er eine Tochter (* 2005). Außerdem hat Wdowitschenkow einen Sohn (* 1993) aus zweiter Ehe.

## Filmografie

### Fernsehserien
- 2000: Die Grenze: Romanze in der Taiga (russisch Граница: Таёжный роман)
- 2002: Brigada (russisch Бригада)
- 2003: Der fünfte Engel (russisch Пятый ангел)
- 2004: Himmel und Erde (russisch Небо и земля)
- 2008: Schwerer Sand (russisch Тяжёлый песок)
- 2012: Weiße Garde (russisch Белая гвардия)
- 2012: Eines Tages in Rostow (russisch Однажды в Ростове)

### Filme
- 2000: Der Präsident und seine Enkelin (russisch Президент и его внучка)
- 2001: Romanze in der Taiga (russisch Таёжный роман) – Kino-Version der Fernsehserie
- 2002: April (russisch Апрель)
- 2002: Aufgeheizter Samstag (russisch Раскалённая суббота)
- 2003: Bumer (russisch Бумер)
- 2005: Zeit um Steine zu sammeln (russisch Время собирать камни)
- 2006: Bumer 2 (russisch Бумер. Фильм второй)
- 2006: Der siebente Tag (russisch Седьмой день)
- 2007: Paragraph 78 – Das Spiel des Todes (russisch Параграф 78)
- 2009: Taras Bulba (russisch Тарас Бульба)
- 2009: Verbotene Realität (russisch Запрещённая реальность)
- 2010: Wenn ich dich lieben würde (russisch Если бы я тебя любил)
- 2011: Der Mensch am Fenster (russisch Человек у окна)
- 2012: Der achte August (russisch Август. Восьмого)
- 2014: Leviathan (russisch Левиафан)
- 2017: Salyut-7 (russisch Салют-7)

## Auszeichnungen
- 2007 „Кумир“ (für seine Rolle im Film Bumer)
- 2012 „Verdienter Künstler der Russischen Föderation“

## Trivia
- Für seine Rolle in dem überaus populären Film Bumer erhielt Wladimir Wdowitschenkow keinen einzigen Rubel.